# Partia Ludowa na rzecz Wolności i Demokracji
Partia Ludowa na rzecz Wolności i Demokracji (niderl. Volkspartij voor Vrijheid en Democratie, VVD) – holenderska centroprawicowa partia o profilu liberalnym założona w 1948. Należy do Międzynarodówki Liberalnej oraz do grupy Odnówmy Europę w Parlamencie Europejskim.

## Historia
Od swojego powstania w 1948 roku partia przez większość czasu należała do różnych koalicji rządowych. W czerwcu 2010 wygrała swoje pierwsze wybory parlamentarne pod przewodnictwem Marka Rutte, który następnie z jej ramienia został cztery razy z rzędu premierem. W tym czasie partia ta współpracowała min. z CDA, D66, czy też PvdA. Lider partii ostatecznie zrezygnował z przywództwa po rozpadzie swojego czwartego rządu w lipcu 2023 na skutek braku porozumienia w koalicji rządzącej w sprawie przepisów dotyczących azylantów.

## Program
W sferze gospodarczej ugrupowanie popiera gospodarkę rynkową, obniżanie podatków, deregulację i zrównoważony budżet. 
W sprawach społecznych opowiada się za integracją europejską, legalizacją aborcji i małżeństwami osób tej samej płci.

## Poparcie w wyborach

### Wybory doIzby Reprezentantów
| Wybory | Lider listy             | Wyniki    | Wyniki     | Mandaty | +/−  | Rząd              |
| Wybory | Lider listy             | Głosy     | %          | Mandaty | +/−  | Rząd              |
| ------ | ----------------------- | --------- | ---------- | ------- | ---- | ----------------- |
| 1948   | Pieter Oud              | 391 908   | 7,9 (#5)   | 8/100   | Nowa | Koalicja rządząca |
| 1952   | Pieter Oud              | 470 820   | 8,8 (#5)   | 9/100   | 1    | Opozycja          |
| 1956   | Pieter Oud              | 502 325   | 8,7 (#4)   | 13/150  | 4    | Opozycja          |
| 1959   | Pieter Oud              | 732 658   | 12,2 (#3)  | 19/150  | 6    | Koalicja rządząca |
| 1963   | Edzo Toxopeus           | 643 839   | 10,2 (#3)  | 16/150  | 3    | Koalicja rządząca |
| 1967   | Edzo Toxopeus           | 738 202   | 10,7 (#3)  | 17/150  | 1    | Koalicja rządząca |
| 1971   | Molly Geertsema         | 653 092   | 10,3 (#3)  | 16/150  | 1    | Koalicja rządząca |
| 1972   | Hans Wiegel             | 1 068 375 | 14,4 (#3)  | 22/150  | 6    | Opozycja          |
| 1977   | Hans Wiegel             | 1 492 689 | 17,0 (#3)  | 28/150  | 6    | Koalicja rządząca |
| 1981   | Hans Wiegel             | 1 504 293 | 17,3 (#3)  | 26/150  | 2    | Opozycja          |
| 1982   | Ed Nijpels              | 1 897 986 | 23,1 (#3)  | 36/150  | 10   | Koalicja rządząca |
| 1986   | Ed Nijpels              | 1 595 377 | 17,4 (#3)  | 27/150  | 9    | Koalicja rządząca |
| 1989   | Joris Voorhoeve         | 1 295 402 | 14,6 (#3)  | 22/150  | 5    | Opozycja          |
| 1994   | Frits Bolkestein        | 1 792 401 | 20,0 (#3)  | 31/150  | 9    | Koalicja rządząca |
| 1998   | Frits Bolkestein        | 2 124 971 | 24,7 (#2)  | 38/150  | 7    | Koalicja rządząca |
| 2002   | Hans Dijkstal           | 1 466 722 | 15,4 (#3)  | 24/150  | 14   | Koalicja rządząca |
| 2003   | Gerrit Zalm             | 1 728 707 | 17,9 (#3)  | 28/150  | 4    | Koalicja rządząca |
| 2006   | Mark Rutte              | 1 443 312 | 14,7 (#4)  | 22/150  | 6    | Opozycja          |
| 2010   | Mark Rutte              | 1 929 575 | 20,5 (#1)  | 31/150  | 9    | Koalicja rządząca |
| 2012   | Mark Rutte              | 2 504 948 | 26,6 (#1)  | 41/150  | 9    | Koalicja rządząca |
| 2017   | Mark Rutte              | 2 238 351 | 21,3 (#1)  | 33/150  | 8    | Koalicja rządząca |
| 2021   | Mark Rutte              | 2 276 514 | 21,9 (#1)  | 34/150  | 1    | Koalicja rządząca |
| 2023   | Dilan Yeşilgöz-Zegerius | 1 589 519 | 15,24 (#3) | 24/150  | 10   | Koalicja rządząca |